# Клеве, Йос ван
Йос ван Клеве, настоящее имя Йос ван дер Беке (нидерл. Joos van Cleve, Joos van der Beke; 1485, Везель — ок. 1540, Антверпен) — нидерландский живописец. Член большой семьи художников из Антверпена эпохи Северного Возрождения. Художник-романист, он обогатил традиционную нидерландскую школу живописи новыми влияниями.

## Cемья художников ван Клеве
Одним из основоположников художественной семьи был Виллем ван Клеве Старший из Антверпена, который стал членом местной Гильдии Святого Луки в 1518 году. Сыном Виллема был Йос ван Клеве по прозванию Йос ван дер Беке (1485— ок. 1540), родившийся в городе Везель в Северной Германии. Второй сын Виллема Старшего — живописец Мартен ван Клеве Старший (ок. 1527—1581). В семье Виллема Старшего были ещё два сына, оба художники: Хендрик ван Клеве Третий и Виллем ван Клеве Младший.
Сын Йоса ван Клеве — Корнелис ван Клеве (1520—1567) — живописец, работал в Антверпене и в Англии. Во время проживания в Англии Корнелис заболел психическим заболеванием, и поэтому его называли «Безумный Клиф» (Sotte Cleef). Сын Мартена Старшего — Мартен ван Клеве Младший (ок. 1560—1604) — также был живописцем. Многие произведения члены семьи выполняли, как это было принято в Нидерландах того времени, совместно. Под фамилией ван Клеве известны и другие художники, но их родственные связи недостаточно ясны.

## Биография Йоса ван Клеве
Предположительно Йос ван Клеве мог родиться в городке под названием Клеве, Северный Рейн-Вестфалия, Германия, от которого и произошло его прозвание, а его настоящее имя: ван дер Беке (или Бек). Он начал своё художественное обучение около 1505 года в мастерской Яна Юста ван Калькара вместе с Бартоломеусом Брейном Старшим. Ван Калькару он помогал в росписи главного алтаря Николаикирхе в городке Калькара, Северный Рейн-Вестфалия (1506—1509).
Считается, что Йос ван Клеве переехал в Брюгге между 1507 и 1511 годами, поскольку ранний стиль его живописи аналогичен стилю школы Брюгге. Позднее он переехал в Антверпен, а в 1511 году стал свободным мастером aнтверпенской Гильдии Святого Луки. Он был «со-дьяконом» гильдии в течение нескольких лет.
Поскольку нет никаких записей о его пребывании в Антверпене между 1520 и 1534 годами, вполне возможно, что он отправился в путешествие, направляясь, в частности, в Италию, посетил Геную, где написал алтарь для церкви Санта-Мария-делла-Паче, ныне находящейся в Лувре. Затем он посетил Германию, Францию, о чём свидетельствуют его картины и должность художника при дворе короля Франциска I в Фонтенбло, и Англию.
В 1528 году он купил у родителей жены дом в Антверпене. Из сохранившихся документов следует, что он был ещё жив 10 ноября 1540 года и умер в Антверпене 4 февраля 1541 года.

## Творчество
Йос ван Клеве был одним из главных создателей новой антверпенской школы живописи, которую благодаря своим путешествиям он обогатил многими влияниями и заимствованиями. Йос известен главным образом религиозными произведениями и портретами, в том числе портретами членов королевской семьи. Его искусство сочетает в себе традиционные приёмы ранней нидерландской живописи с влиянием новаций мастеров итальянского Возрождения. Поэтому Йоса ван Клеве относят к художникам-романистам. В его приёмах мягкой моделировки объёмов чувствуется отголосок сфумато Леонардо да Винчи, тем не менее, историки искусства отмечают также влияния Ханса Мемлинга и Квентина Массейса.
Отдельные произведения Йоса ван Клеве имеют характерные черты антверпенского маньеризма, другие представляют собой вариации стиля ранних нидерландских мастеров. В результате путешествий живописная культура художника обогатилась многими элементами: от характерных ликов Мадонн Леонардо да Винчи и Рафаэля, до Иоахима Патинира, вдохновлявшего его пространственностью своих пейзажей, и Альбрехта Дюрера, у которого он позаимствовал тонкую тональную моделировку лиц на портретах. Именно в портрете он оставил некоторые из своих самых известных произведений, например, портреты короля Франциска I и Элеоноры Габсбургской, датируемые 1530 годом, когда художник останавливался в Фонтенбло.
Йос руководил большой мастерской, в которой работало как минимум пять учеников и других помощников. На четырёх из его наиболее значительных картин помещена монограмма «JB», предположительно «Йоос ван дер Беке». В трёх других среди второстепенных фигур помещен автопортрет.
С XII по XIX века имя Йоса ван Клеве затерялось. Долгое время он был известен под условным именем «Мастер триптиха смерти Марии» (нем. Tod Mariä), по названию главного произведения его раннего творчества (1515), ныне находящегося в Музее Вальрафа-Рихарца в Кёльне. Но в 1894 году было обнаружено, что на оборотной стороне триптиха имеется монограмма «JB» и принадлежит она Йосу ван дер Беке. Творчество художника было реконструировано в 1920-х и 1930-х годах Максом Якобом Фридлендером и Людвигом фон Бальдассом. В настоящее время ему и его мастерской приписывают более трёхсот произведений, которые значительно различаются как по качеству, так и по стилю.
Главные произведения Йоса ван Клеве — два алтарных триптиха с изображением Смерти Девы Марии (в настоящее время находятся в Кёльне и Мюнхене), которые ранее приписывали неизвестному «Мастеру жития Марии».
Алтарная картина «Смерть Марии» из Старой пинакотеки в Мюнхене некогда находилась в кёльнской церкви Девы Марии и была заказана представителями нескольких богатых, родственных кёльнских семей. Триптих имеет две боковые створки с изображениями святых-покровителей заказчиков. Центральная створка представляет наибольший интерес. Карел ван Мандер писал о художнике: «Он был лучшим колористом своего времени, произведениям своим он умел придавать очень красивую рельефность и чрезвычайно верно передавал цвет тела, пользуясь при этом только одной телесной краской. Его произведения ценились любителями искусств очень высоко, чего они вполне заслуживали».

## Галерея

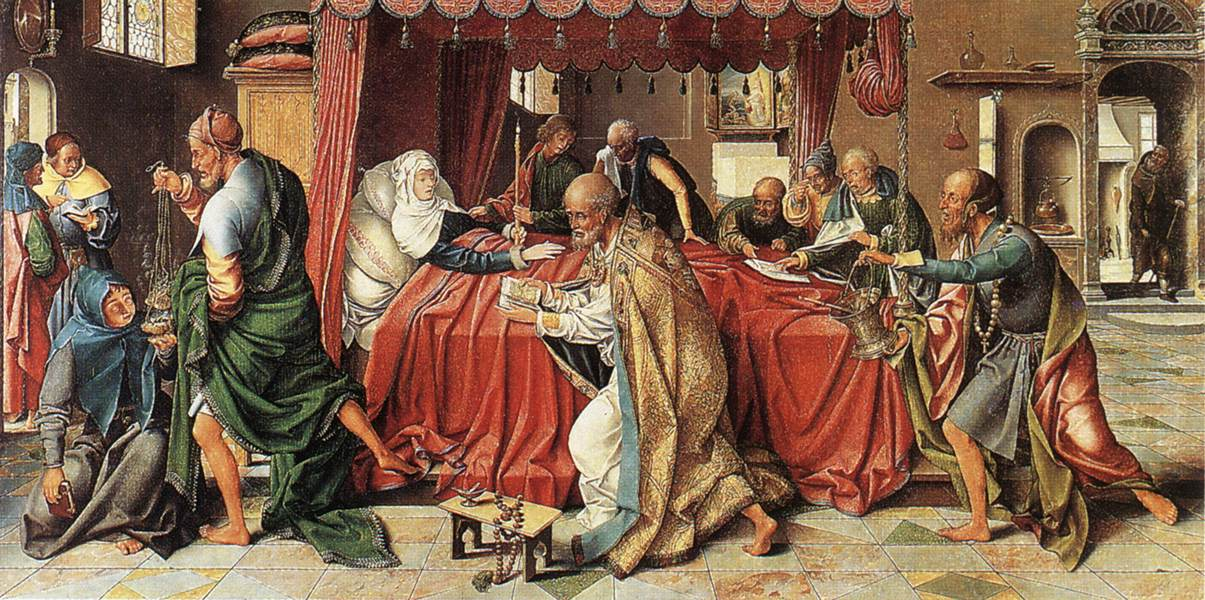
Смерть Девы. 1515. Дерево, масло. Музей Вальрафа-Рихарца, Кёльн
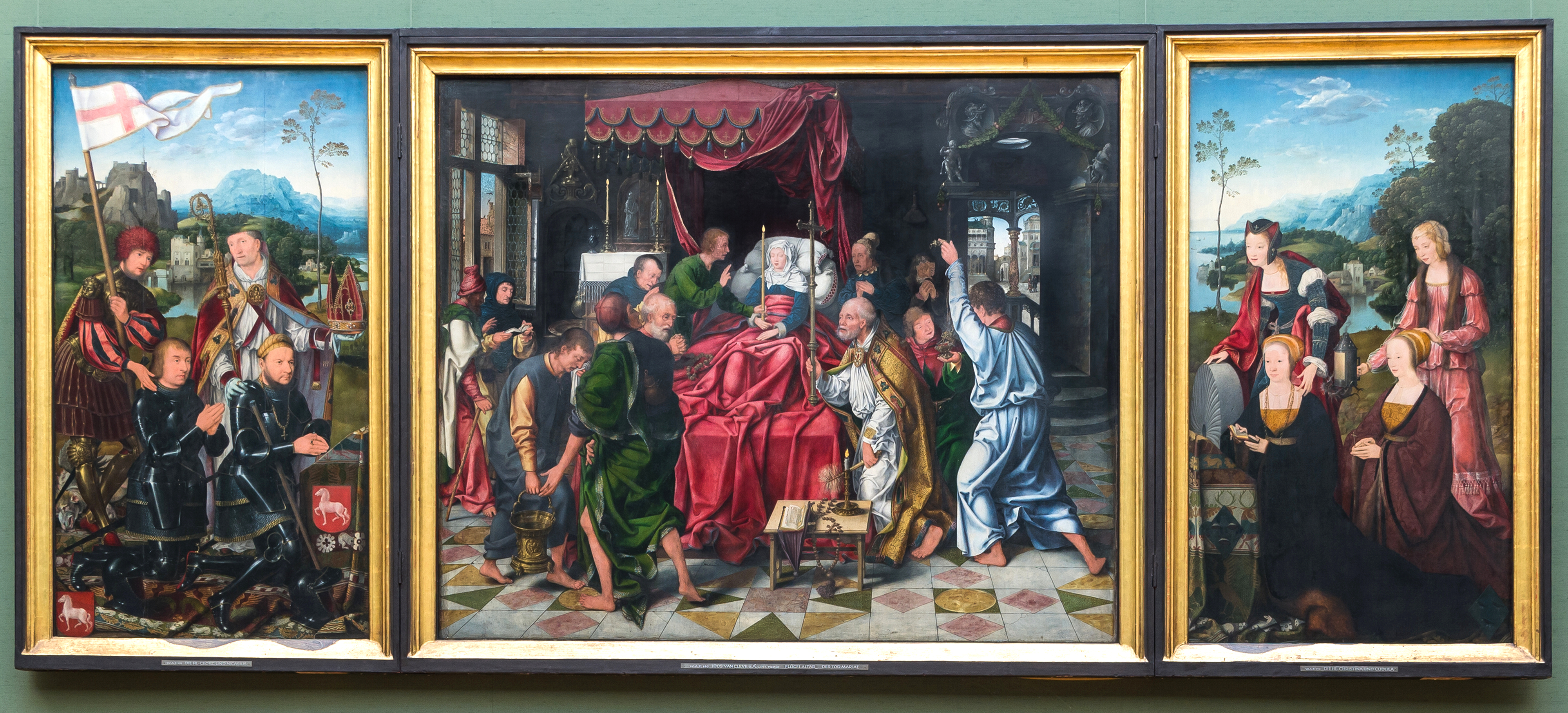
Смерть Марии. Триптих. Ок. 1515. Дерево, масло. Старая Пинакотека, Мюнхен
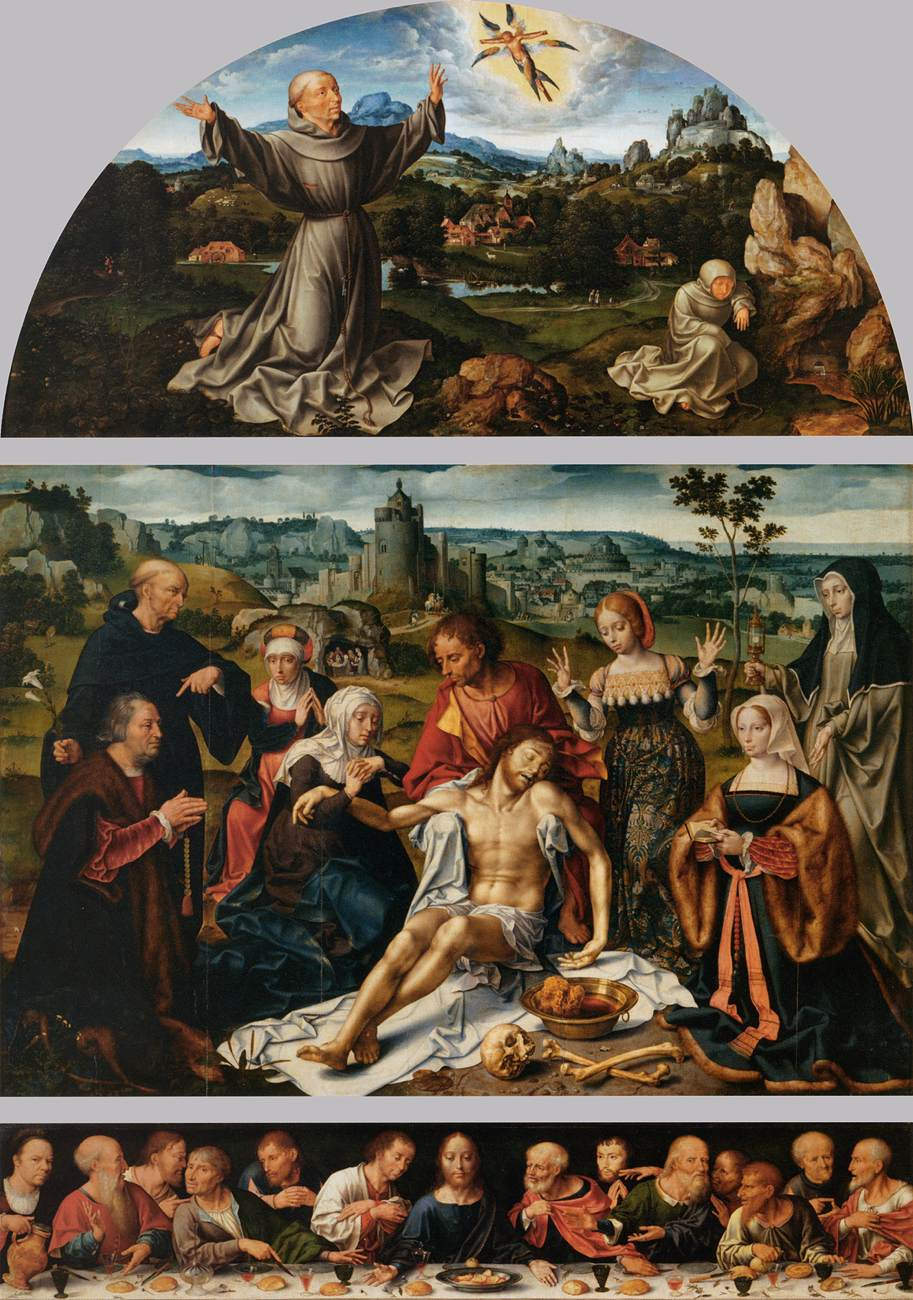
Оплакивание Христа. Между 1520 и 1525. Дерево, масло. Лувр, Париж
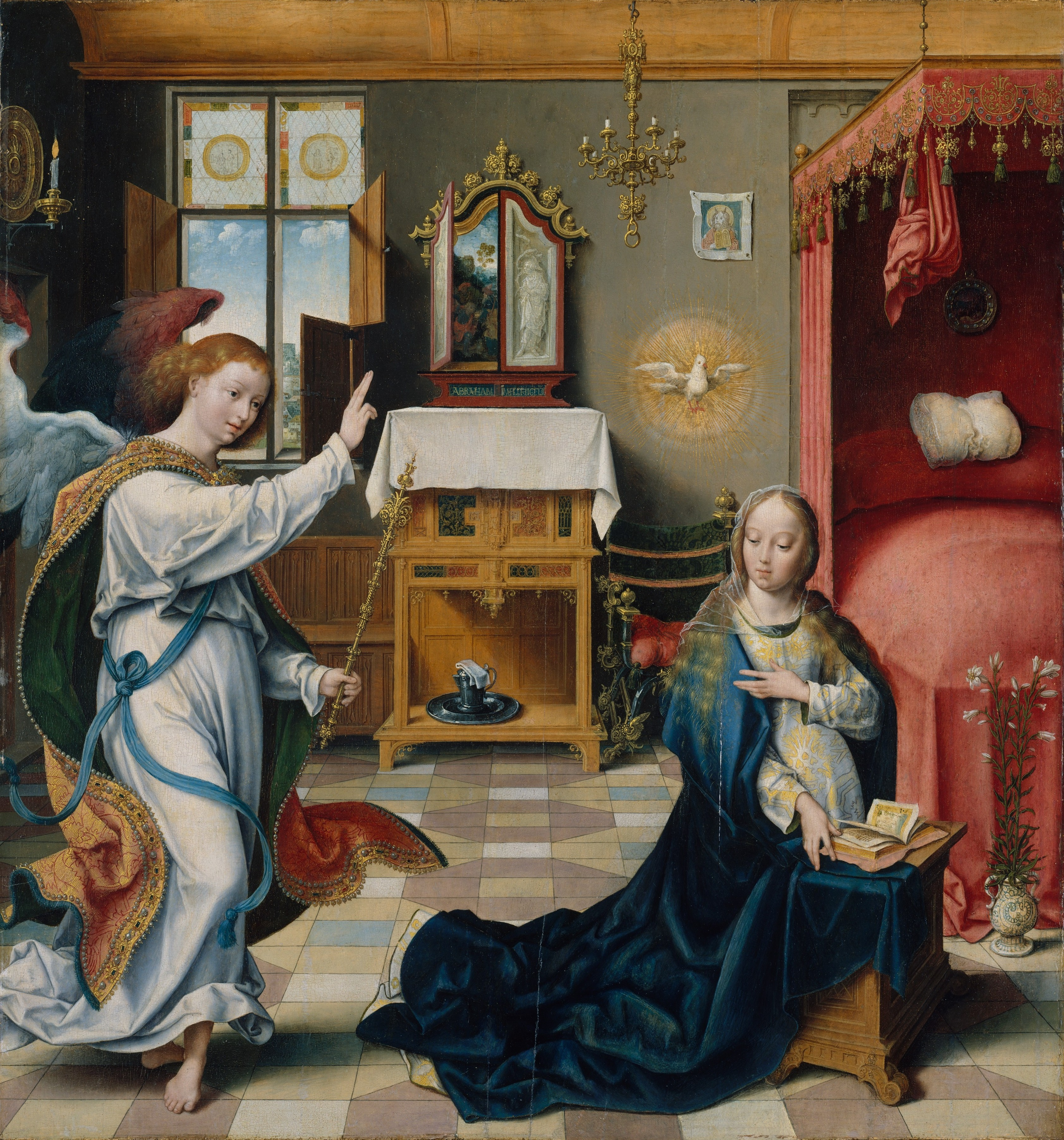
Благовещение Марии. 1525. Дерево, масло. Метрополитен-музей, Нью-Йорк
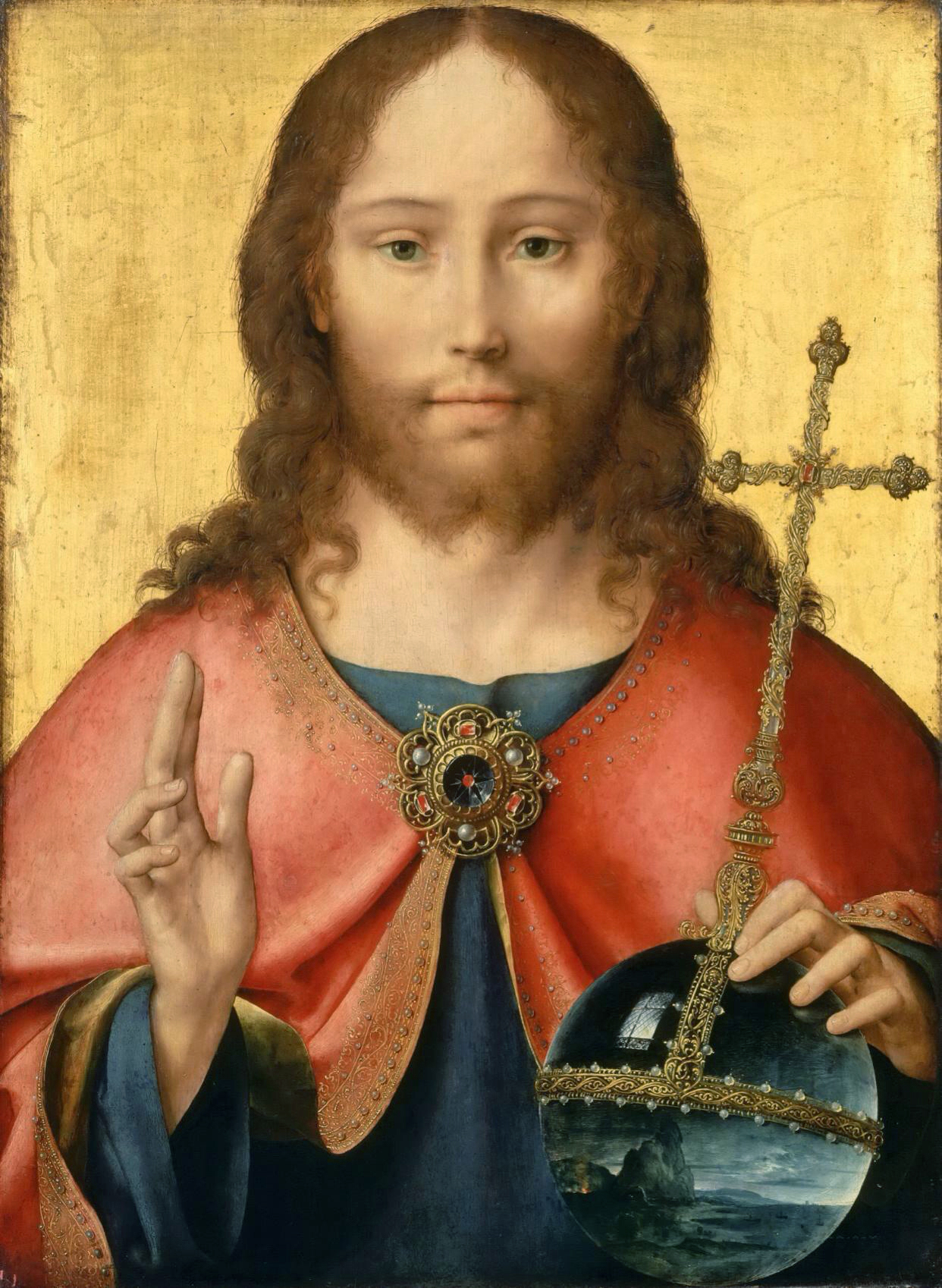
Спаситель мира. Между 1516 и 1518. Дерево, масло. Лувр, Париж
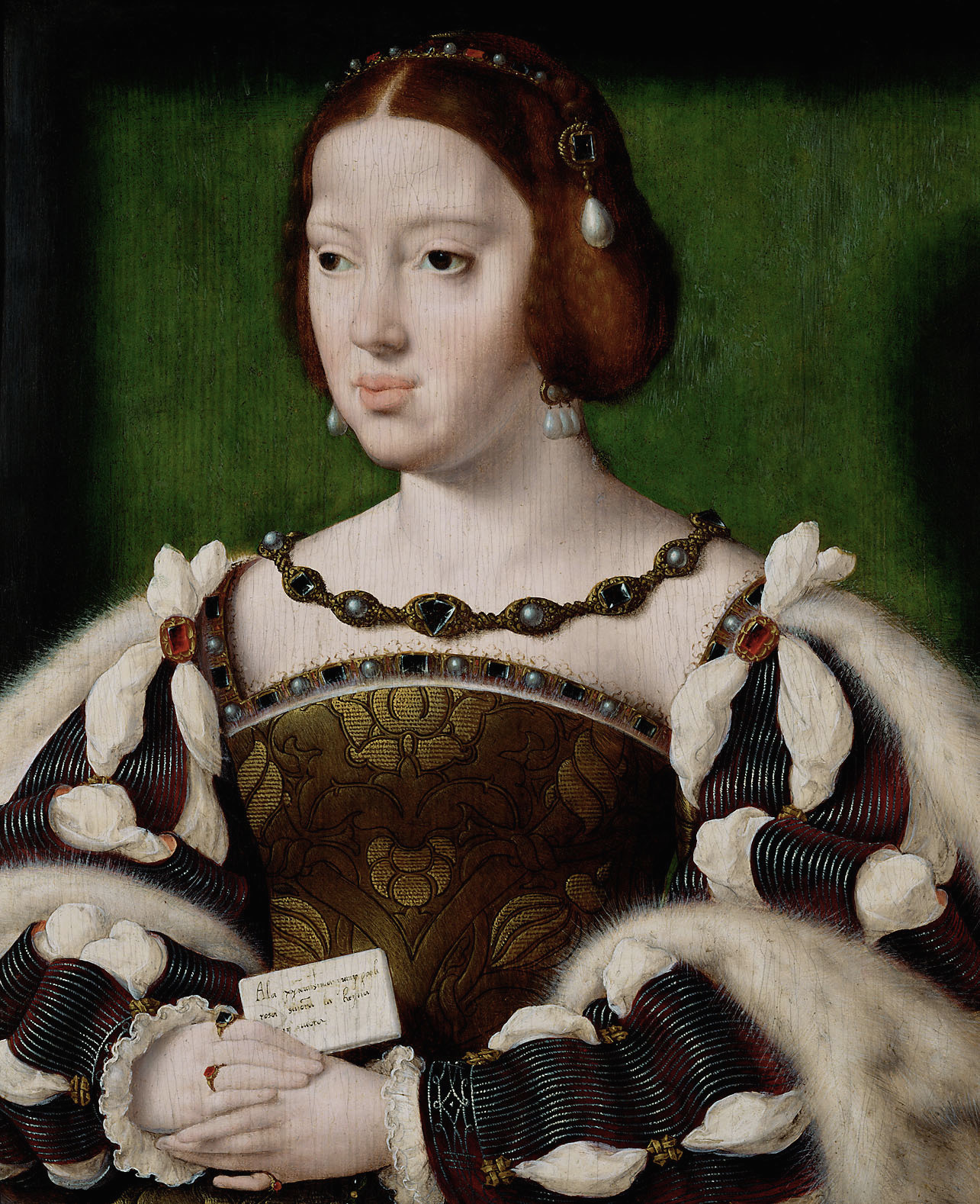
Портрет Элеоноры Австрийской, королевы Франции. 1530. Дерево, масло. Музей истории искусств, Вена
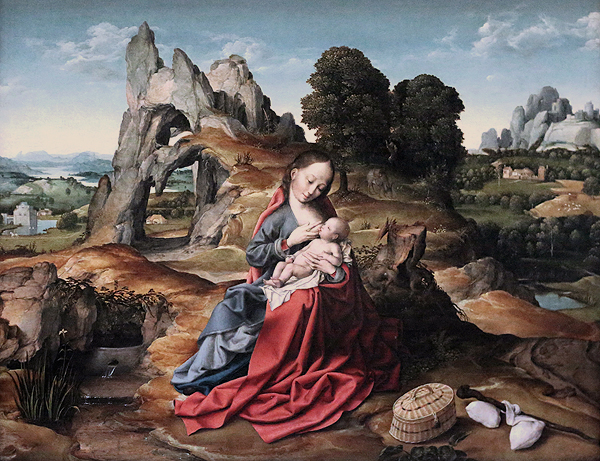
Отдых на пути в Египет. Нач. XVI в. Дерево, масло. Королевские музеи изящных искусств Бельгии, Брюссель
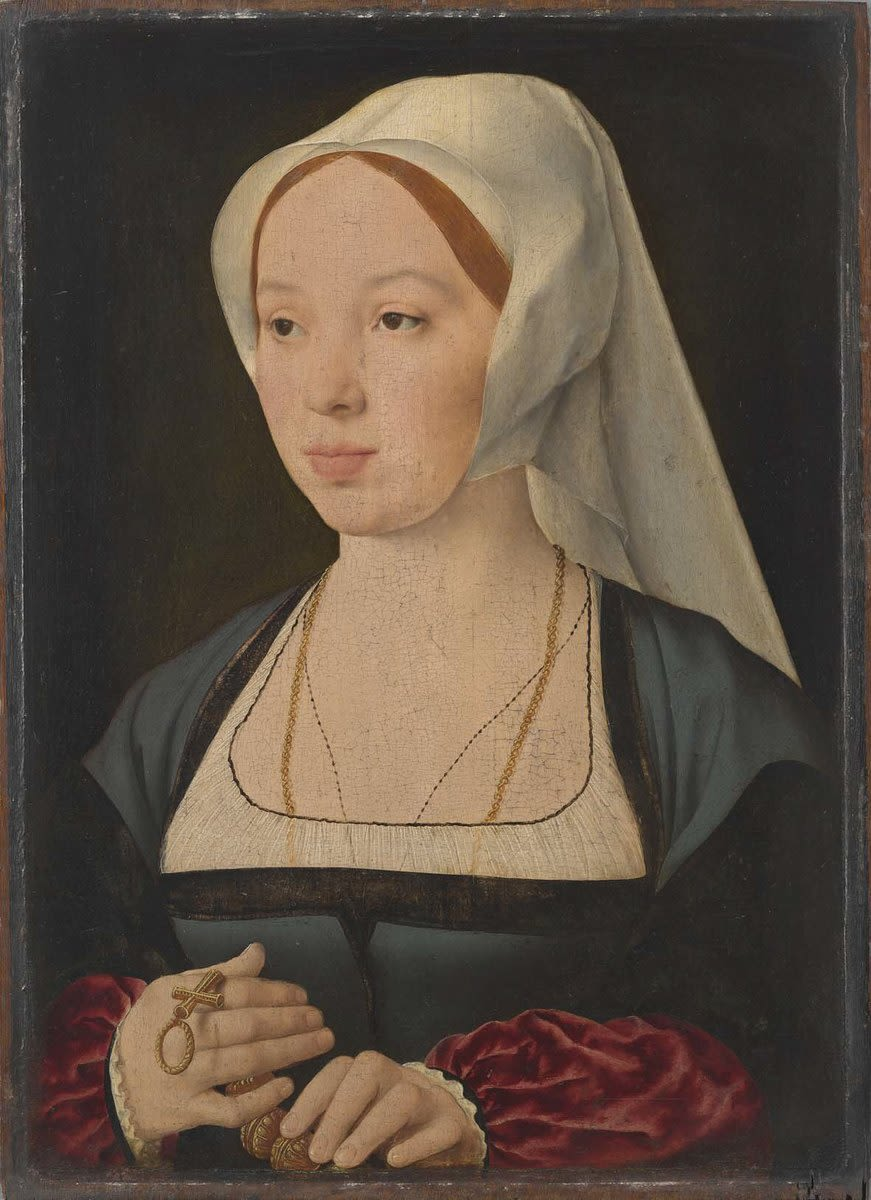
Портрет молодой женщины. Между 1520 и 1525. Дерево, масло. Старая Пинакотека, Мюнхен